# بخش ریچفیلد (شهرستان هنری، اوهایو)
بخش ریچفیلد (به انگلیسی: Richfield Township) یک منطقهٔ مسکونی در ایالات متحده آمریکا است که در شهرستان هنری، اوهایو واقع شده‌است.
 بخش ریچفیلد ۹۴٫۵ کیلومتر مربع مساحت و ۶۸۲ نفر جمعیت دارد و ۲۰۹ متر بالاتر از سطح دریا واقع شده‌است.